# Marcel Robert Trophy
Marcel Robert Trophy je hokejová trofej udělovaná každoročně hokejistovi juniorské ligy Quebec Major Junior Hockey League, který nejlépe skloubí vynikající sportovní a studijní výsledky.

## Držitelé Marcel Robert Trophy
| Sezóna  | Jméno                   | Tým                          |
| ------- | ----------------------- | ---------------------------- |
| 2013-14 | Jérémy Grégoire         | Baie-Comeau Drakkar          |
| 2012-13 | Charles-David Beaudoin  | Drummondville Voltigeurs     |
| 2011–12 | Jonathan Brunelle       | Cape Breton Screaming Eagles |
| 2010–11 | Nicolas Therrien        | Chicoutimi Saguenéens        |
| 2009–10 | Dominic Jalbert         | Chicoutimi Saguenéens        |
| 2008–09 | Payton Liske            | Saint John Sea Dogs          |
| 2007–08 | Robert Slaney           | Cape Breton Screaming Eagles |
| 2006–07 | Alexandre Picard-Hooper | Baie-Comeau Drakkar          |
| 2005–06 | Pierre-Marc Guilbault   | Shawinigan Cataractes        |
| 2004–05 | Guillaume Demers        | Cape Breton Screaming Eagles |
| 2003–04 | Nicolas Laplante        | Acadie-Bathurst Titan        |
| 2002–03 | Eric L'Italien          | Rouyn-Noranda Huskies        |
| 2001–02 | Olivier Michaud         | Shawinigan Cataractes        |
| 2000–01 | Jean-Philippe Brière    | Rimouski Océanic             |
| 1999–00 | Yanick Lehoux           | Baie-Comeau Drakkar          |
| 1998–99 | Christian Robichaud     | Victoriaville Tigres         |
| 1997–98 | Michel Tremblay         | Shawinigan Cataractes        |
| 1996–97 | Luc Vaillancourt        | Beauport Harfangs            |
| 1995–96 | Marc Denis              | Chicoutimi Saguenéens        |
| 1994–95 | Daniel Brière           | Drummondville Voltigeurs     |
| 1993–94 | Patrick Boileau         | Laval Titan                  |
| 1992–93 | Jocelyn Thibault        | Sherbrooke Faucons           |
| 1991–92 | Simon Toupin            | Beauport Harfangs            |
| 1990–91 | Benoit Larose           | Laval Titan                  |
| 1989–90 | Yanic Perreault         | Trois-Rivières Draveurs      |
| 1988–89 | Daniel Lacroix          | Granby Bisons                |
| 1987–88 | Stéphane Beauregard     | Saint-Jean Castors           |
| 1986–87 | Patrice Tremblay        | Chicoutimi Saguenéens        |
| 1985–86 | Bernard Morin           | Laval Titan                  |
| 1984–85 | Claude Gosselin         | Québec Remparts              |
| 1983–84 | Gilbert Paiement        | Chicoutimi Saguenéens        |
| 1982–83 | Claude Gosselin         | Québec Remparts              |
| 1981–82 | Jacques Sylvestre       | Granby Bisons                |
| 1980–81 | Francois Lecomte        | Montreal Juniors             |